# 狼图腾 (电影)
《狼图腾》（英語：Wolf Totem）是一部中法合拍的3D剧情片，改编自姜戎的同名小说《狼图腾》。导演是来自法国的让·雅克·阿诺，主演是冯绍峰、窦骁、巴森扎布、昂和妮玛和尹铸胜。拍摄地点在中国内蒙古自治区。从2008年开始筹划，确定于2015年2月19日（大年初一）在中国大陆以普通版、3D版、IMAX版上映。2月13日晚18时，IMAX 3D版《狼图腾》在全国200多家IMAX影院提前一周上映。原本代表中国角逐奥斯卡最佳外语片，由于不合奥斯卡的规定而被取消資格。

## 剧情
1967年，北京知青陈阵和杨克来到内蒙古额仑大草原插队，和蒙古族牧民毕利格一家成为好友。

在与草原狼群接触后，陈阵对这一物种有了强烈的兴趣，甚至有了想自己养一只小狼的念头。一群外来人贪婪地掠夺了狼群储存过冬的黄羊，打破了狼群和牧民之间的生态平衡，而以场部主任包顺贵为首的生产队员发起的灭狼运动，更使狼群和人类之间的关系陷入到了剑拔弩张的地步。

## 演出
| 演员       | 角色       |
| 冯绍峰     | 陈阵       |
| 窦骁       | 杨克       |
| 巴森扎布   | 毕利格阿爸 |
| 昂哈尼玛   | 噶斯迈     |
| 图门巴雅尔 | 桑杰       |
| 包海龙     | 兰木扎布   |
| 宝音格西格 | 巴图       |
| 尹铸胜     | 包顺贵     |
| 其那日图   | 葛日泰     |

## 制作

### 籌備
導演让·雅克·阿诺早在接下項目之前就看過原著小說，并表示「这部书让我看到了自己」，想起自己在非洲的經歷；陳陣愛上草原，正如年輕時的自己愛上非洲。阿诺表示“我读完《狼图腾》原著五六十页之后就被震撼了，我已经看到了一部我想拍的电影，它有我喜欢的主题，宏大的视角，年轻人与狼群之间感人至深的关系，这都是打动我的东西。我很高兴看到这部保护自然题材的作品，它不仅是出自一位中国人之手，更曾经在中国取得巨大的成功，这让我很激动。”　他认为《狼图腾》这部小说成功的原因在于它展现的是狼之心、狼之魂，他在影片中要展现这些动物是有头脑、有心灵的。
2009年，製片王為民找到阿諾導演之後，阿諾與原著作者姜戎前往故事的發生地锡林格勒，姜戎在《陪阿诺探访狼图腾文化》一文中提到：「一路上他（阿诺）把所有等候、用餐间歇的零碎时间，都用来读书、提问交谈，或是整理电脑中的照片，几乎分分秒秒都不放过……阿诺给大家表演了各种动物的声音和动作，他惊人的模仿能力把我们全都乐翻。我从他灿烂的笑容里，感到他对此行非常满意。」
阿诺把《狼图腾》的剧本先由他的老搭档阿兰·戈达尔（Alain Godard）完成剧本的故事结构、关键戏份和人物线索，之后再請中國知名编剧芦苇细化；芦苇评价称：“总体来说阿诺对剧本是非常肯定的，尤其是人类活动对于草原生态环境的破坏，是我们共同的话题。我去看电影的时候，看到有一些故事是做了修改，我想这是导演他们团队的考虑。”
選擇馮紹峰作為主演的原因是因為：阿諾導演認為他與原作者姜戎相似。馮紹峰剛來試鏡時頂著一頭為電影《神都龍王》染的紅髮，與知青形象相去甚遠，「自己也觉得阿诺导演不会选自己，并没有说很多话便离开了」。但是阿諾希望找到與角色性格比较符合的演员；阿诺曾反复拿着馮的照片思索，他認為陳陣必須具有熱情「我发现他充满了真诚的感情，非常乐观，非常有魅力，非常有天分」，人物必須有讓觀眾信服的天真「如果为了自己的娱乐而捉一只小狼来养，那是自私，而他是天真，只是想要一个朋友，他想要这只小狼快乐」。

### 真狼拍攝
阿諾導演堅持必須由真狼拍攝，於是製片王為民便找來加拿大動物訓練師安德鲁辛普森，安德鲁與專門小組負責狼群的驯养工作，自2010年起，三年时间里先后饲养了30多只狼，2014年正式於草原開機。影片采用大量真景实拍，草原狼95％以上的戏份都是真狼实景拍摄。劇組裡最大牌的是狼演员，“一般是剧组和演员都等着了，驯兽师再上来检查是不是准备好了，然后一吹口哨，狼才三三两两姗姗来迟”。为了培养陳陣飾演者馮紹峰與小狼之間的感情，不拍戏的时候，导演阿诺和驯兽师安德鲁就安排他进狼基地，每天与狼为伴。其中，有一隻早產狼C-saw「从小个头就比其他狼要小，而且视力也不好，但是这只小狼对人特别亲近，冯绍峰第一次看见它就立刻喜欢上了它」；後來，與陳陣對手戲最多的小狼也多由C-saw主演。
除了與狼共處，拍攝最大的挑戰是耐心與耐力。馮紹峰回憶拍攝期間「八个月中，我们做得最多的事情就是等待。等风、等云、等雪、等狼群的成长。为了一大片镶了金边的火烧云，整个剧组等了 3 天。等虫灾过去花了 20 多天。」但是和老天爺打交道也有不如意時，比如冬季等雪一個多月未果後「不得不用 10 辆卡车从长白山运来 40 吨雪铺在草原上，才得以拍完最后几场涉及冰湖和雪窝的戏」。當地氣候條件嚴酷，更對劇組人員造成考驗，「内蒙古夏天的毒蚊子和冬天零下二十多度的气候，对大家来说无一不是痛苦和折磨」。冬天，有劇組攝影師「脚趾冻得失去了知觉，直到现在也没有恢复」；法国制片人的大拇指也被冻得失去了知觉。夏天，「一张小桌子上就会有上千只蚊子」；最苦的是摄像师，因为「工作的时候不能动，所以，整个后背全被蚊子叮满了」。
暴风雪中狼群夜袭马群的戏是最难拍的一场戏，八分钟的戏，阿諾導演花費六个月时间做前期准备，先以玩偶沙盤推演，六周的时间完成拍摄，一年半时间做后期制作。全片拍攝時並無動物傷亡，一些表现动物受到伤害的镜头：如狼身上着火、天鹅被枪击中、老狼跳崖、狼被压入塌陷洞穴以及狼中枪倒下的镜头都是特效CGI效果。為保护草原环境，劇組行經草原內盡量不開車，採取步行或鋪設木板路，沼泽地场景也采用了电脑特效绘景及加CGI效果火和烟效果而成。
拍摄结束后，驯兽师安德鲁经过政府特许，把这些狼带去加拿大放养在自己的農場。

### 審查
该片的内容涉及到了中国文化大革命和破坏草原生态等内容，但该片顺利地通过了中国广电总局及相关政府部门的审查，取得了放映许可证，内容没有丝毫删改。

### 配樂
電影配樂由與阿諾導演數度合作的好萊塢配樂大師詹姆斯霍納完成，本片亦是詹姆斯霍納的最後的作品之一。伦敦交响乐团、英国爱乐乐团参与演奏。主题曲《沧浪之歌》由汪峰演唱。

## 评价
与原著小说一样，电影上映后也引起了争议。中国蒙古族作家郭雪波在新浪微博抨击该电影，狼这种动物从来没有被蒙古人和游牧民族所崇拜，亦称电影与小说一样，意在宣扬法西斯主义和极端民族主义思想。對此，編劇蘆葦表示自己的創作志在表现「人对草原的破坏」，他認為《狼图腾》在「文化指向上是没有问题的，它的文化品质是没有问题的，它精彩不精彩那是另外一个话题，但是它的基本的文化品质很坚固」。
中国艺术研究院影视所所长丁亚平：影片是一个关于狼和蒙古草原的故事，直接的讲述由“知青”完成，但这只构成了一个现实表层，而中层和深层实际是关于历史和文化。他认为：“导演重点是通过对人物、对人与动物、对自然环境的认识来重新认识人自身，来反思人类，来认识和思考未来发展中的社会和文化境遇”。
《费城询问报》影評人指出電影略過了原著對政治訊息的大量描寫，只著重在生態環境，人物的刻畫亦有落入刻板印象之嫌，但畫面震撼性十足，觀賞性極佳，瑕不掩瑜。
《华盛顿邮报》影評給出3.5分（滿分四），重心於狼，剪輯用心，故事深刻，但對人物的描寫較敷衍；黨員幹部破壞生態的行為反映毛澤東時代的官僚常態。

## 票房

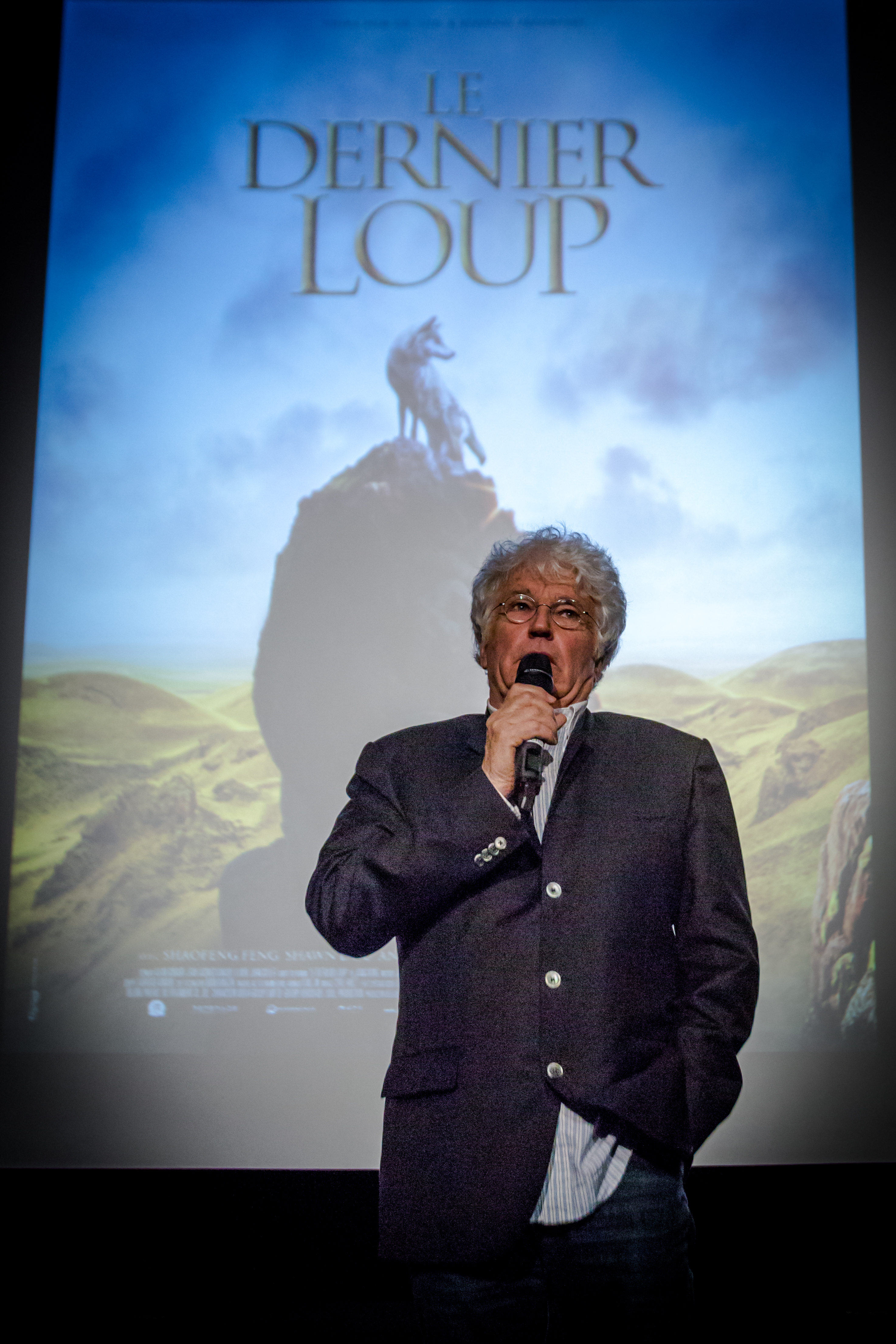
让-雅克·阿诺2015年2月20日于斯特拉斯堡电影介绍他的电影《狼图腾》。

中国大陆首周四天收获1.57亿人民币列第四位，加上先前点映的成绩累计2.055亿。次周取得2.99亿跃居第二。第三周取得1.32亿列第四位。第四周收4800万列第五，累计6.84亿，最终成绩为7亿。
法国上映首周观影人次约39万，位列亚军，總收入＄8,811,832，累计观影达到121.6万人次，超越《花样年华》，位列华语片在法国歷史排名第六位。在義大利、西班牙等地亦創下近年來的華語片票房新高。

## 奖项
| 獎項                   | 類別             | 名字                            | 結果 |
| ---------------------- | ---------------- | ------------------------------- | ---- |
| 第五届北京国际电影节   | 最佳导演         | 让·雅克·阿诺                    | 獲獎 |
| 第五届北京国际电影节   | 最佳视觉效果     | 郭建全、克里斯蒂安·拉鲁（荖客） | 獲獎 |
| 第22届北京大学生电影节 | 最佳导演         | 让·雅克·阿诺                    | 獲獎 |
| 第22届北京大学生电影节 | 最佳观赏效果奖   |                                 | 獲獎 |
| 第30届金鸡奖           | 最佳故事片       | 《狼图腾》                      | 獲獎 |
| 第30届金鸡奖           | 最佳录音         | 王钢                            | 提名 |
| 第30届金鸡奖           | 最佳美术         | 全荣哲                          | 獲獎 |
| 第52届金马奖           | 最佳视觉效果     | 郭建全、克里斯蒂安·拉鲁（荖客） | 提名 |
| 第7屆澳門國際電影節    | 最佳影片獎       | 《狼圖騰》                      | 提名 |
| 第7屆澳門國際電影節    | 最佳導演         | 让·雅克·阿诺                    | 獲獎 |
| 第7屆澳門國際電影節    | 最佳攝影         | 让·马利·德雷鲁                  | 獲獎 |
| 第35屆香港電影金像獎   | 最佳兩岸華語電影 | 《狼圖騰》                      | 提名 |
| 第33届百花奖           | 最佳男主角       | 冯绍峰                          | 獲獎 |

## 軼事
- 全片幾乎所有場面均由真狼拍攝而成，為了克服高難度的動物拍攝，「蒙古狼本性十分敵視人類，因此要從狼崽一睜開眼就開始撫養，才能讓它們萌生親密感，還要從小訓練以保持它們天生的野性」。製片組在開拍前就用三年時間，育養三代狼群共35隻狼[29]。
- 唯一一隻狼替身是劇組的看門狗Rusty，本来是製作人王為民买来看门的狼狗，但「无师自通地完成了全套走位动作，直接从看门狗晋升为最重要的配角演员」[30]。
- 为了突顯狼王Cloudy在电影中的形象和个性，並讓觀眾能輕易認出狼王的與眾不同，Cloudy头上额的白色胎記是後期由CG加上的[31]。
- 雖然狼與人類一般並不親近，但拍攝時高傲的狼王Cloudy與導演让·雅克·阿诺的感情特別好[32]，以至于「成为了朋友，每天到现场都要舔他的脸，甚至还曾经把舌头伸到了他的嘴里」[33]。
- 陳陣飾演者馮紹峰一度想把電影中與自己相依為命的狼演員C-saw帶回家養，但終究因為動物法律不允許、及考量小狼不適合都市生活而作罷，改為終身認養。電影殺青後，C-saw與其他狼演員，已經隨該片的動物訓練師Andrew Simpson遷居其位於加拿大的農場[34]。

## 电影中的中法关系
2015年1月，Entgroup将Annaud参与《狼图腾》作为欧洲导演转向中国而非好莱坞的一种趋势。Yibada报道说："这位法国电影人告诉记者，他知道自己可能是审查领域的一个例外，因为这部电影被宣传为中法文化关系的典范。" 《好莱坞报道者》说，随着《狼图腾》的首次亮相，执行官们渴望了解法国在与世界第二大电影市场签订条约方面的专业性。2010年，中法两国签署了合拍条约，《狼图腾》是迄今为止首批八部官方合拍片之一。

## 相關作品
- 2015年，《Wolf Totem Soundtrack（页面存档备份，存于）》，詹姆斯霍納譜曲，Milan Records出版。
- 2015年，《明星狼（页面存档备份，存于）》，王為民著，紀錄製片人王為民在籌拍、實拍電影的過程中，記錄下的許多精彩感人、聞所未聞的“狼演員”故事[35]。长江文艺出版社出版
- 2015年，《狼圖騰電影全記錄（页面存档备份，存于）》，展現的是整個電影從選題立項、前期籌備、中期拍攝，再到后期制作以及宣傳營銷等全部環節的全記錄。中國廣播電視出版社出版。
- 2018年，紀錄片《Wolves Unleashed: Against All Odds（页面存档备份，存于）》，譯作：馴狼日記或馴狼記（页面存档备份，存于）。記錄動物訓練師Andrew Simpson如何拍摄有史以来最大的狼电影的故事。在- 60℃的低温下，劇組和狼演員每天受到身体和心靈的考驗。这部电影将使人们质疑他们对狼的一切看法[36][37]。